# Взяття Кодака
Взяття Кодака — штурм нереєстровими запорозькими козаками під проводом Івана Сулими польської фортеці  Кодак яка знаходилась на Дніпрі і охоронялася німцями-найманцями під керівництвом француза Жана Маріона. Вона була побудована для протидії збільшенню козацького руху шляхом зупинення селян, що йшли на Січ щоб стати козаками.
Зробивши розвідку і розробивши план несподіваного штурму, з 3 на 4 серпня 1635 року козаки несподівано пішли на штурм фортеці. Неочікувана поява козаків викликала паніку серед гарнізону, найманці що охороняли фортецю чудово знали про велику боєздатність козаків і їх вміння штурмувати фортеці малими силами. Це вміння козаки часто демонстрували як під час антипольських повстань, так і під час походів проти турецьких і кримських фортець.
Скориставшись розгубленістю гарнізону запорожці увірвалися з різних сторін у фортецю і за кілька годин знищили всіх найманців що були у фортеці, козаки надзвичайно жорстоко ставилися до найманців які воювали суто за гроші, пощади їм не було. Фортецю козаки зруйнували. А потім захопивши значну кількість трофеїв, Сулима повернувся з козаками в Запоріжжя.